# إدارة الأرصاد الجوية الصينية
إدارة الأرصاد الجوية الصينية (بالصينية: 中國氣象局 / 中国气象局) هي خدمة الطقس الوطنية في جمهورية الصين الشعبية. يقع مقرها في بكين.

## التاريخ
يعود تاريخ هذه الهيئة إلى ديسمبر 1949 حيث أقيم مكتب الأرصاد الجوية التابع للجنة العسكرية المركزية، وحل هذا المكتب محل مكتب الطقس المركزي الذي تأسس في 1941. في 1994، تحولت إدارة الأرصاد الجوية الصينية من جهاز حكومي تابع إلى واحدة من وكالات الخدمات العامة التابعة لمجلس الدولة.
تقام مكاتب الأرصاد الجوية في 31 مقاطعة وإقليم ذاتي الحكم وبلدية، باستثناء خدمات الأرصاد الجوية في هونج كونج وماكاو. يوجد 14 مكتبًا في مدن في مستوى دون المقاطعة من بينها 4 مدن حُددت ضمن خطة تطوير الدولة، وهناك 318 مكتبًا للأرصاد الجوية في المحافظات و2,300 مكتبًا (محطة) في مستوى البلدات.

## أجهزة ومؤسسات تابعة
- مركز الأرصاد الجوية الوطني
- مركز الأقمار الاصطناعية الوطني للأرصاد الجوية
- مركز المناخ الوطني
- الأكاديمية الصينية لعلوم الأرصاد الجوية
- مركز الأرصاد الجوية
- مركز تدريب إدراة الأرصاد الجوية
- دائرة الإنشاءات وإدارة العقارات
- مركز الخدمات اللوجستية
- المركز الإعلامي السمعي-البصري
- صحافة أخبار الأرصاد الجوية الصينية
- تلفاز طقس الصين